# Желєзнодорожний (Волгоградська область)
Желєзнодорожний (рос. Железнодорожный) — селище у Фроловському районі Волгоградської області Російської Федерації.
Населення становить 233  особи. Входить до складу муніципального утворення Шуруповське сільське поселення.

## Історія
Селище розташоване у межах українського історичного та культурного регіону Жовтий Клин.
Згідно із законом від 14 лютого 2005 року № 1002-ОД органом місцевого самоврядування є Шуруповське сільське поселення.

## Населення
| 2002 | 2010 |
| ---- | ---- |
| 290  | ↘233 |